# مارسلو کانیه
مارسلو کانیه (اسپانیایی: Marcelo Cañete‎؛ زادهٔ ۱۶ آوریل ۱۹۹۰) بازیکن فوتبال اهل آرژانتین است.

## باشگاهی
از باشگاه‌هایی که در آن بازی کرده‌است می‌توان به باشگاه فوتبال سائو پائولو و باشگاه فوتبال بوکا جونیورز اشاره کرد.